# Villons-les-Buissons
Pour les articles homonymes, voir Villons et Buissons.
Villons-les-Buissons est une commune française, située dans le département du Calvados en région Normandie, peuplée de 834 habitants.

## Géographie
La commune se situe à sept kilomètres de Caen, elle appartient à la communauté d'agglomération Caen la Mer.

### Hydrographie
La commune est située dans le bassin Seine-Normandie. Elle n'est drainée par aucun cours d'eau,.

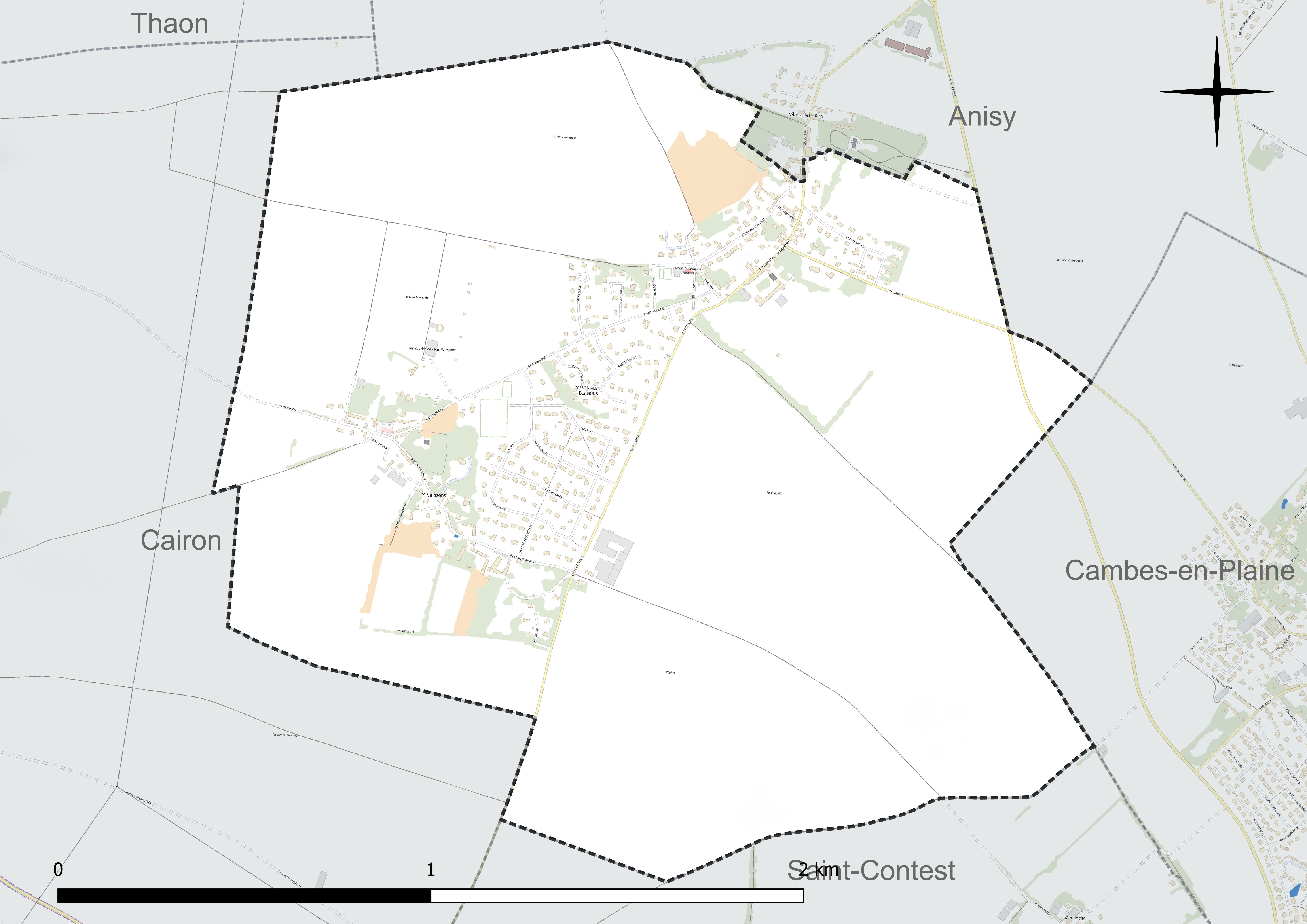
Réseau hydrographique de Villons-les-Buissons.

### Climat
Pour des articles plus généraux, voir Climat de la Normandie et Climat du Calvados.
En 2010, le climat de la commune est de type climat océanique altéré, selon une étude du CNRS s'appuyant sur une série de données couvrant la période 1971-2000. En 2020, Météo-France publie une typologie des climats de la France métropolitaine dans laquelle la commune est exposée à un climat océanique et est dans la région climatique  Normandie (Cotentin, Orne), caractérisée par une pluviométrie relativement élevée (850 mm/a) et un été frais (15,5 °C) et venté. Parallèlement le GIEC normand, un groupe régional d'experts sur le climat, différencie quant à lui, dans une étude de 2020, trois grands types de climats pour la région Normandie, nuancés à une échelle plus fine par les facteurs géographiques locaux. La commune est, selon ce zonage, exposée à un « climat des plateaux abrités », correspondant à la plaine agricole de Caen à Falaise, sous le vent des collines de Normandie et proche de la mer, se caractérisant par une pluviométrie et des contraintes thermiques modérées.
Pour la période 1971-2000, la température annuelle moyenne est de 10,7 °C, avec  une amplitude thermique annuelle de 12 °C. Le cumul annuel moyen de précipitations est de 701 mm, avec 11,7 jours de précipitations en janvier et 7,2 jours en juillet. Pour la période 1991-2020, la température moyenne annuelle observée sur la station météorologique la plus proche, située sur la commune de Carpiquet à 7 km à vol d'oiseau, est de 11,5 °C et le cumul annuel moyen de précipitations est de 740,3 mm,. Pour l'avenir, les paramètres climatiques de la commune estimés pour 2050 selon différents scénarios d'émission de gaz à effet de serre sont consultables sur un site dédié publié par Météo-France en novembre 2022.

## Urbanisme

### Typologie
Au 1er janvier 2024, Villons-les-Buissons est catégorisée bourg rural, selon la nouvelle grille communale de densité à 7 niveaux définie par l'Insee en 2022.
Elle est située hors unité urbaine. Par ailleurs la commune fait partie de l'aire d'attraction de Caen, dont elle est une commune de la couronne,. Cette aire, qui regroupe 296 communes, est catégorisée dans les aires de 200 000 à moins de 700 000 habitants,.

### Occupation des sols
L'occupation des sols de la commune, telle qu'elle ressort de la base de données européenne d'occupation biophysique des sols Corine Land Cover (CLC), est marquée par l'importance des territoires agricoles (84,3 % en 2018), en diminution par rapport à 1990 (93,2 %). La répartition détaillée en 2018 est la suivante : 
terres arables (84,3 %), zones urbanisées (15,7 %). L'évolution de l'occupation des sols de la commune et de ses infrastructures peut être observée sur les différentes représentations cartographiques du territoire : la carte de Cassini (XVIIIe siècle), la carte d'état-major (1820-1866) et les cartes ou photos aériennes de l'IGN pour la période actuelle (1950 à aujourd'hui).

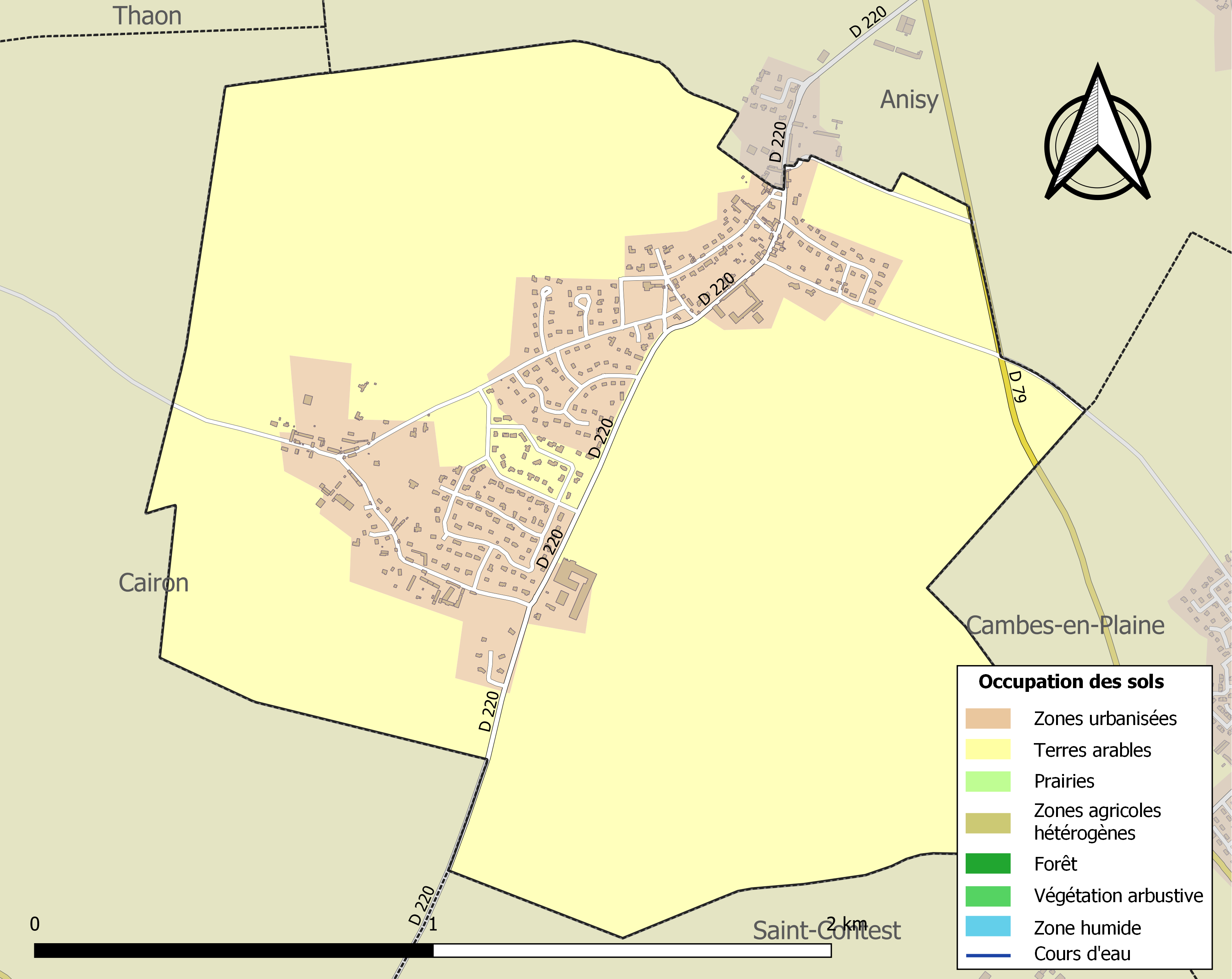
Carte des infrastructures et de l'occupation des sols de la commune en 2018 (CLC).

## Toponymie
Le nom de la localité est attesté sous les formes Villons et Willon en 1086 ; Wilones et Willones en 1241 ; Willon en 1305 ; Buissons les Villons au XVIIIe siècle (Cassini) ; Villons et les Bissons en 1801.
Les Buissons est une ancienne paroisse du Calvados. Le 11 avril 1850, elle est transférée de Cairon à Villons-les-Buissons,.

## Histoire
Villons-les-Buissons est libérée le soir du débarquement de Normandie par les soldats canadiens du North Nova Scotia Highlanders. D'août à septembre 1944, un aérodrome est mis en service pour des soldats britanniques et norvégiens.
Depuis quelques années, Villons-les-Buissons tend à devenir une commune dortoir par suite de la construction de nombreuses zones pavillonnaires.

## Politique et administration
| Période                                  | Période   | Identité                 | Étiquette | Qualité                 |
| ---------------------------------------- | --------- | ------------------------ | --------- | ----------------------- |
| 1981                                     | 1995      | François de Paix de Cœur |           |                         |
| 1995                                     | 2001      | René Bourzeix            |           |                         |
| 2001                                     | mars 2008 | Yves Régnier             |           |                         |
| mars 2008                                | mars 2014 | Jean-François Le Querler |           |                         |
| mars 2014                                | mai 2020  | Gérald Aniel             | SE        | Pharmacien industriel   |
| mai 2020                                 | En cours  | Patrick de Bruyn         | SE        | Cadre bancaire retraité |
| Les données manquantes sont à compléter. |           |                          |           |                         |

## Démographie
L'évolution du nombre d'habitants est connue à travers les recensements de la population effectués dans la commune depuis 1793. Pour les communes de moins de 10 000 habitants, une enquête de recensement portant sur toute la population est réalisée tous les cinq ans, les populations de référence des années intermédiaires étant quant à elles estimées par interpolation ou extrapolation. Pour la commune, le premier recensement exhaustif entrant dans le cadre du nouveau dispositif a été réalisé en 2006.
En 2022, la commune comptait 834 habitants, en évolution de +14,56 % par rapport à 2016 (Calvados : +1,58 %, France hors Mayotte : +2,11 %).
| 1793 | 1800 | 1806 | 1821 | 1831 | 1836 | 1841 | 1846 | 1851 |
| ---- | ---- | ---- | ---- | ---- | ---- | ---- | ---- | ---- |
| 195  | 186  | 301  | 256  | 256  | 167  | 167  | 157  | 211  |

| 1856 | 1861 | 1866 | 1872 | 1876 | 1881 | 1886 | 1891 | 1896 |
| ---- | ---- | ---- | ---- | ---- | ---- | ---- | ---- | ---- |
| 223  | 236  | 236  | 186  | 175  | 158  | 160  | 143  | 137  |

| 1901 | 1906 | 1911 | 1921 | 1926 | 1931 | 1936 | 1946 | 1954 |
| ---- | ---- | ---- | ---- | ---- | ---- | ---- | ---- | ---- |
| 137  | 115  | 113  | 119  | 113  | 136  | 152  | 142  | 145  |

| 1962 | 1968 | 1975 | 1982 | 1990 | 1999 | 2006 | 2011 | 2016 |
| ---- | ---- | ---- | ---- | ---- | ---- | ---- | ---- | ---- |
| 145  | 178  | 376  | 438  | 550  | 554  | 661  | 711  | 728  |

| 2021 | 2022 | - | - | - | - | - | - | - |
| ---- | ---- | - | - | - | - | - | - | - |
| 815  | 834  | - | - | - | - | - | - | - |

## Lieux et monuments
- Monument norvégien, colonne de 6 mètres de haut entourée des drapeaux français et norvégien et de verdure. Elle fut inaugurée le 7 juin 1984 par le roi Olav V, en présence de Louis Mexandeau, ministre des PTT, et Raymond Triboulet, président du Comité du débarquement, en hommage aux Norvégiens morts en participant à la libération de cette région[27].
- Église des XIIIe et XIVe siècles dont le clocher et le chœur sont inscrits au titre des Monuments historiques depuis le 12 avril 1927[28]. Sur les murs de l'église, on trouve deux cadrans solaires (1774 et 1804) superposés sur la même pierre.
- Monument 9th Infantry Brigade. Monument à la mémoire des soldats de la 9th Canadian Infantry Brigade qui ont combattu dans ce secteur, Hell's corner, « le coin de l'enfer », du 7 juin au 7 juillet 1944.
- Stèle aérodrome B16. Le monument commémore l'établissement par les Alliés, à cet endroit, de l'aérodrome B16 sous le commandement du groupe no 84 de la Seconde Force tactique aérienne, des unités britanniques et norvégiennes qui y furent basées en août et septembre 1944. La stèle est installée à l'endroit de l'aérodrome lors du 70e anniversaire de la bataille de Normandie, en 2014 en présence du roi Harald V.

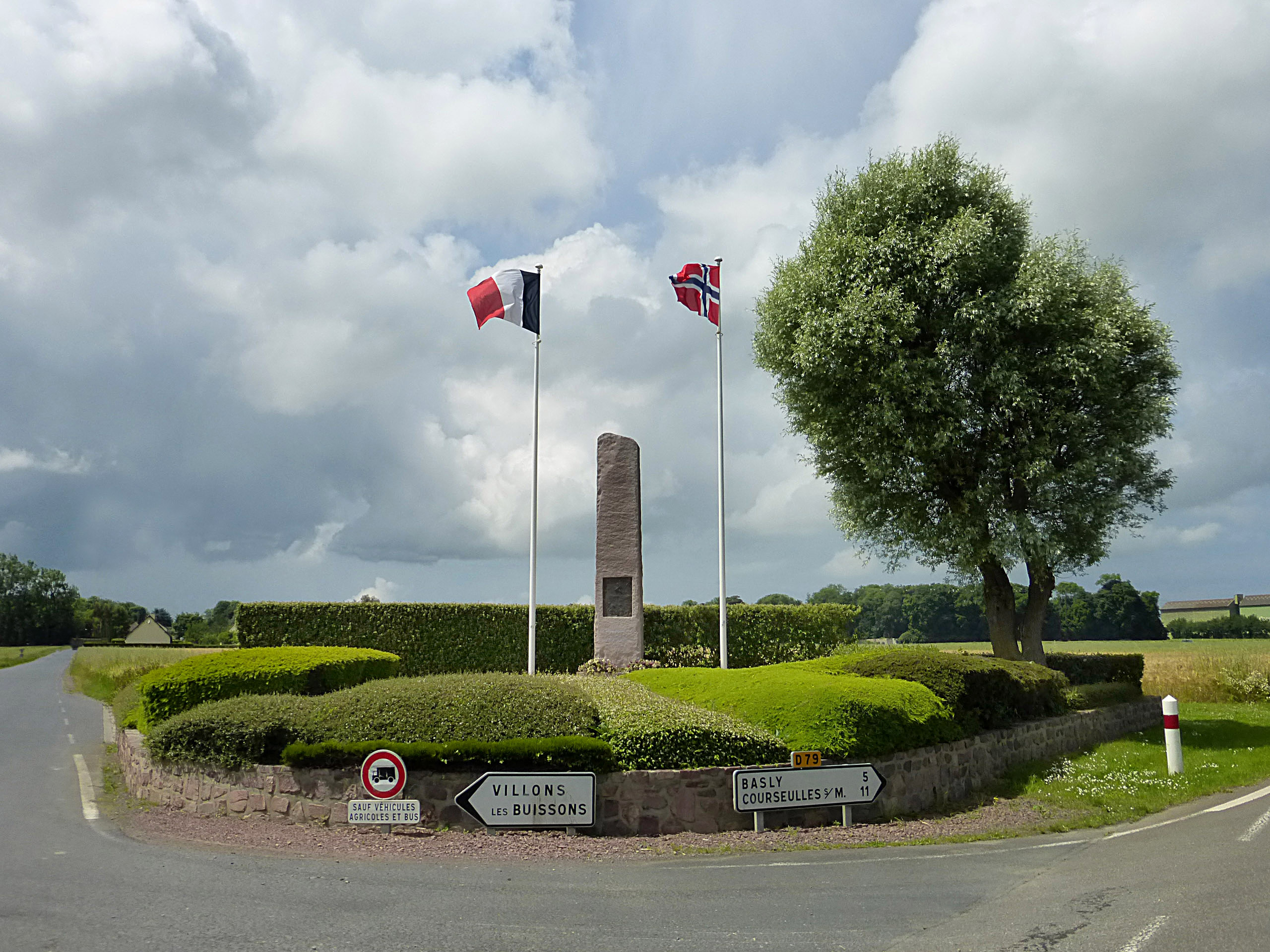
Le monument norvégien.
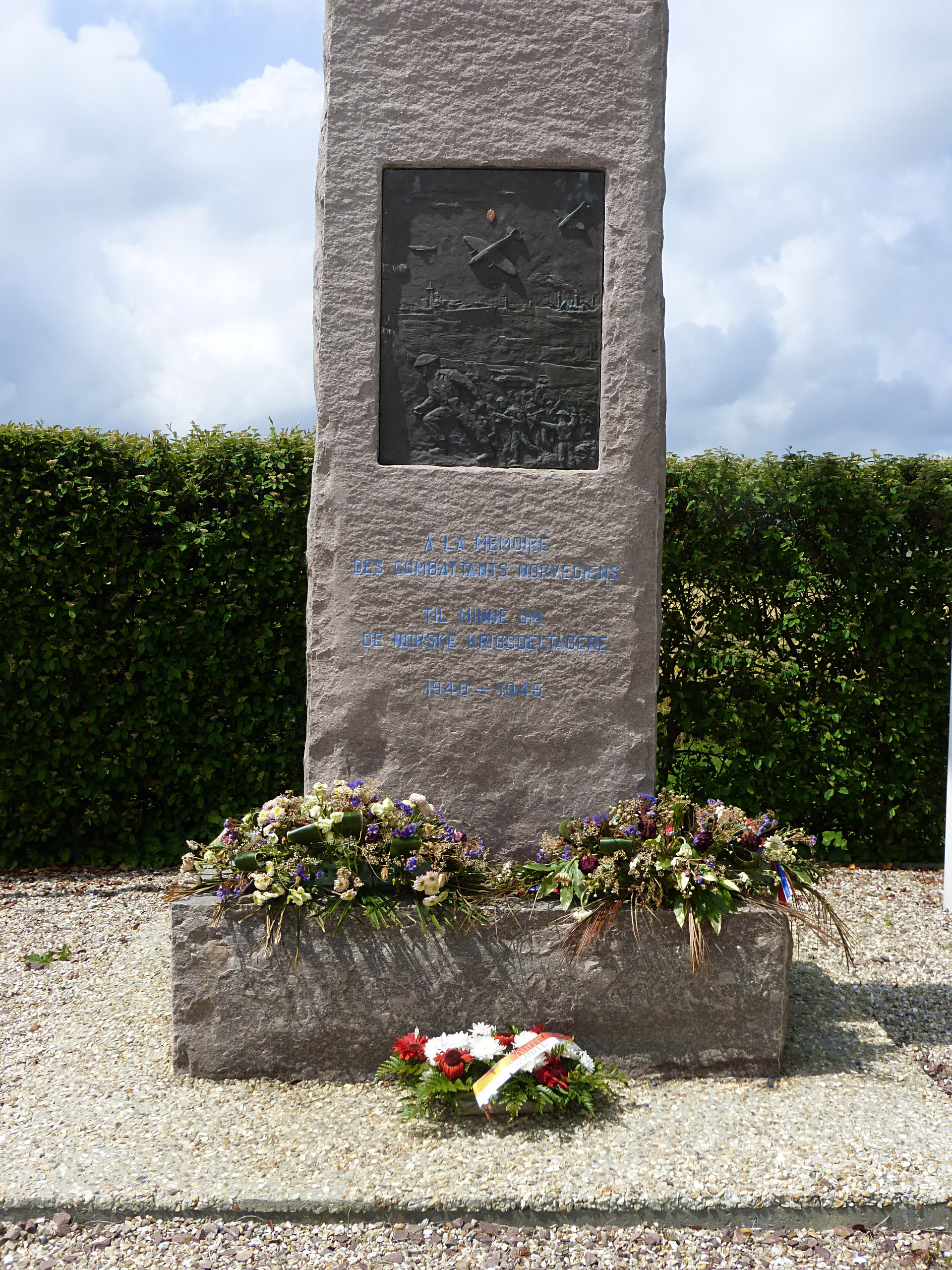
Le monument norvégien.
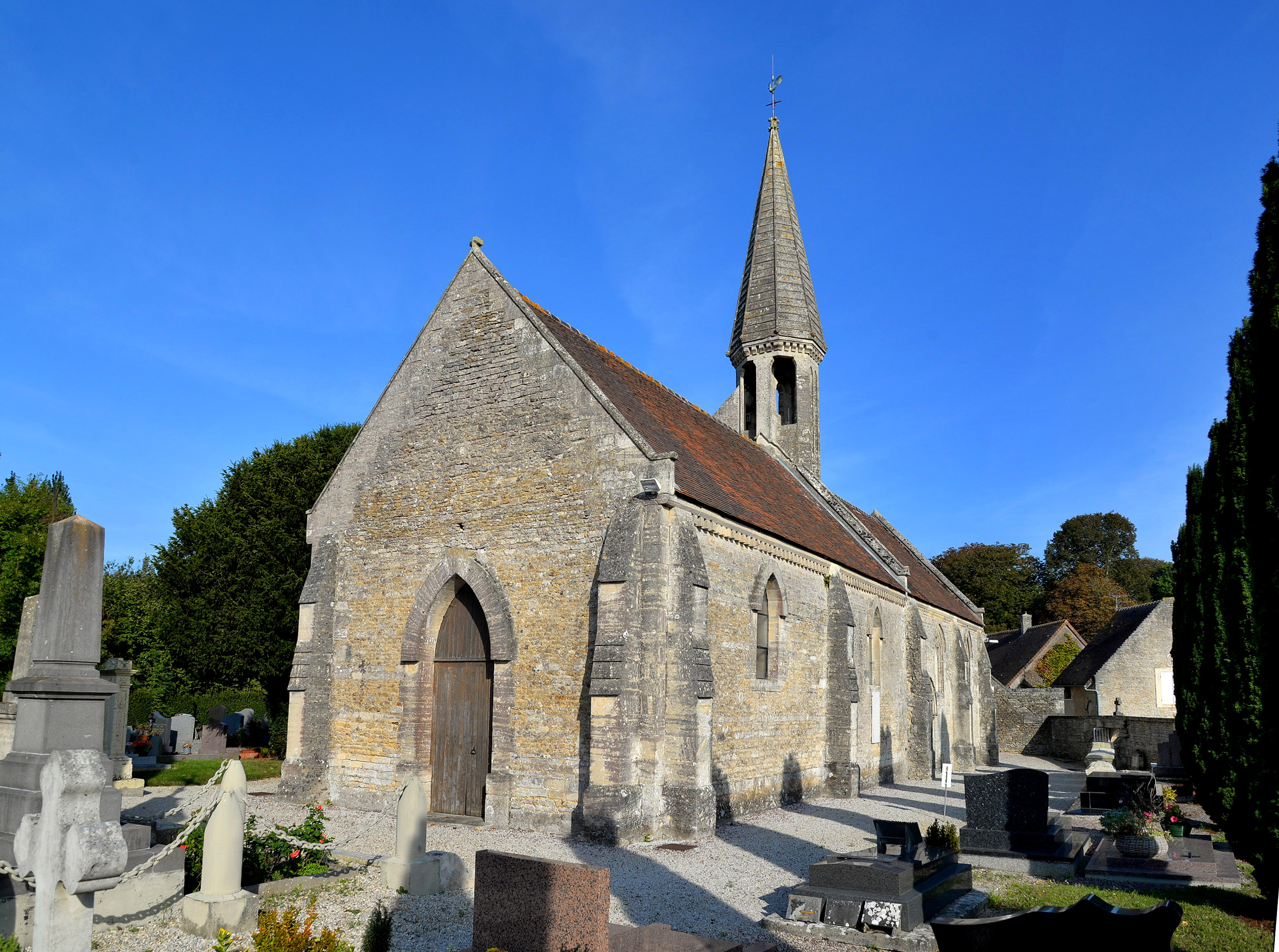
L'église Saint-Pierre.
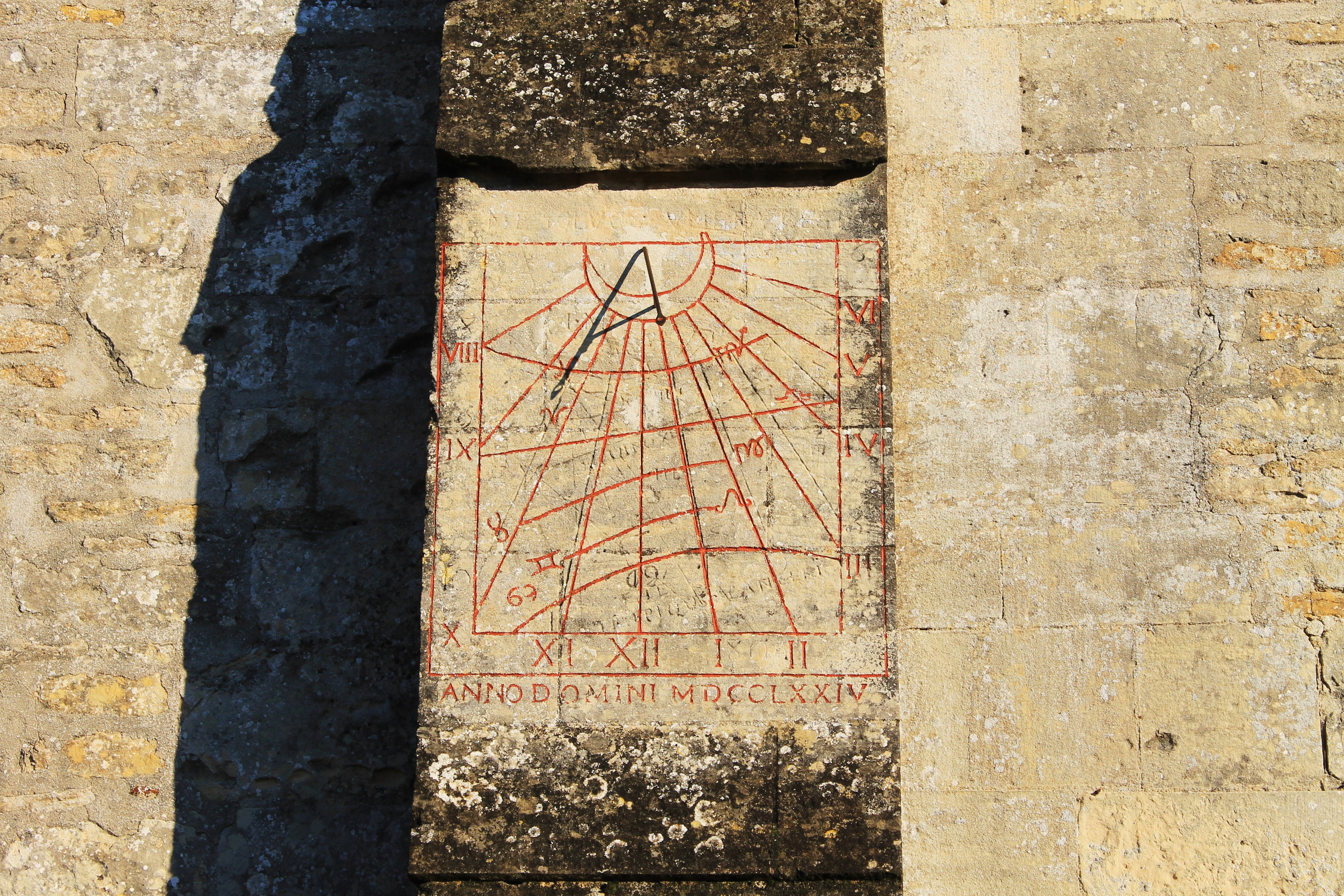
Les cadrans solaires de l'église.
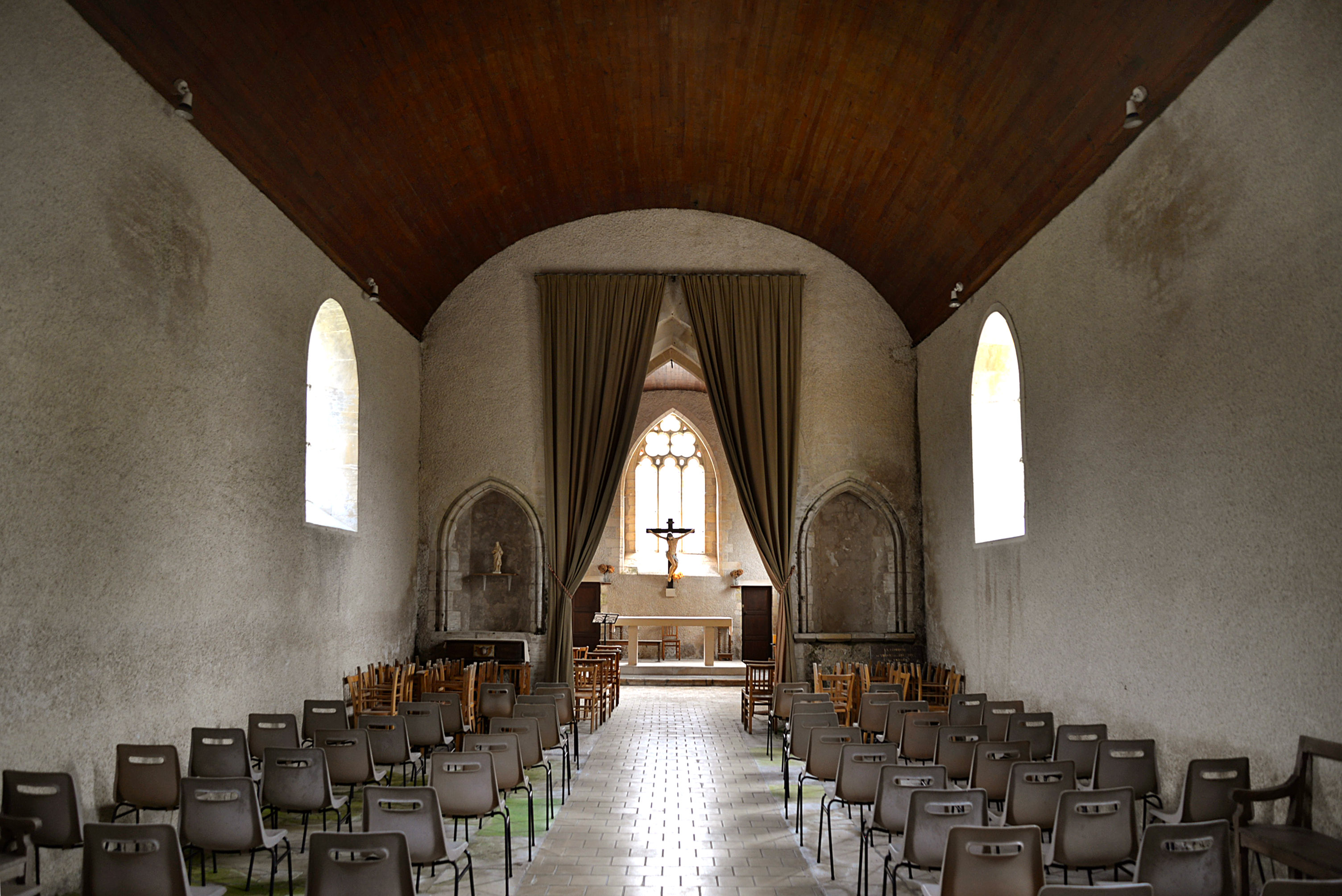
La nef de l'église Saint-Pierre.
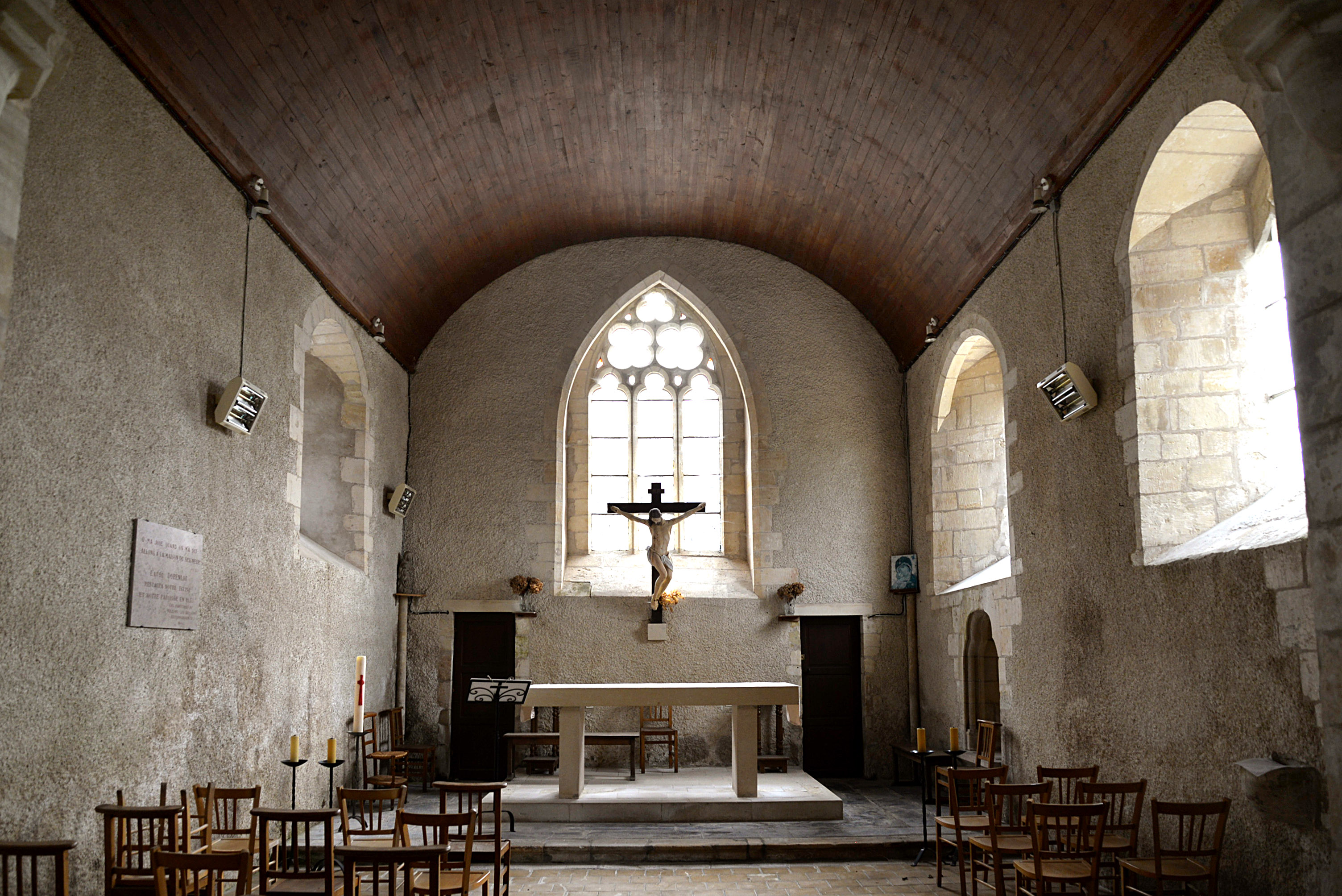
Le chœur de l'église Saint-Pierre.
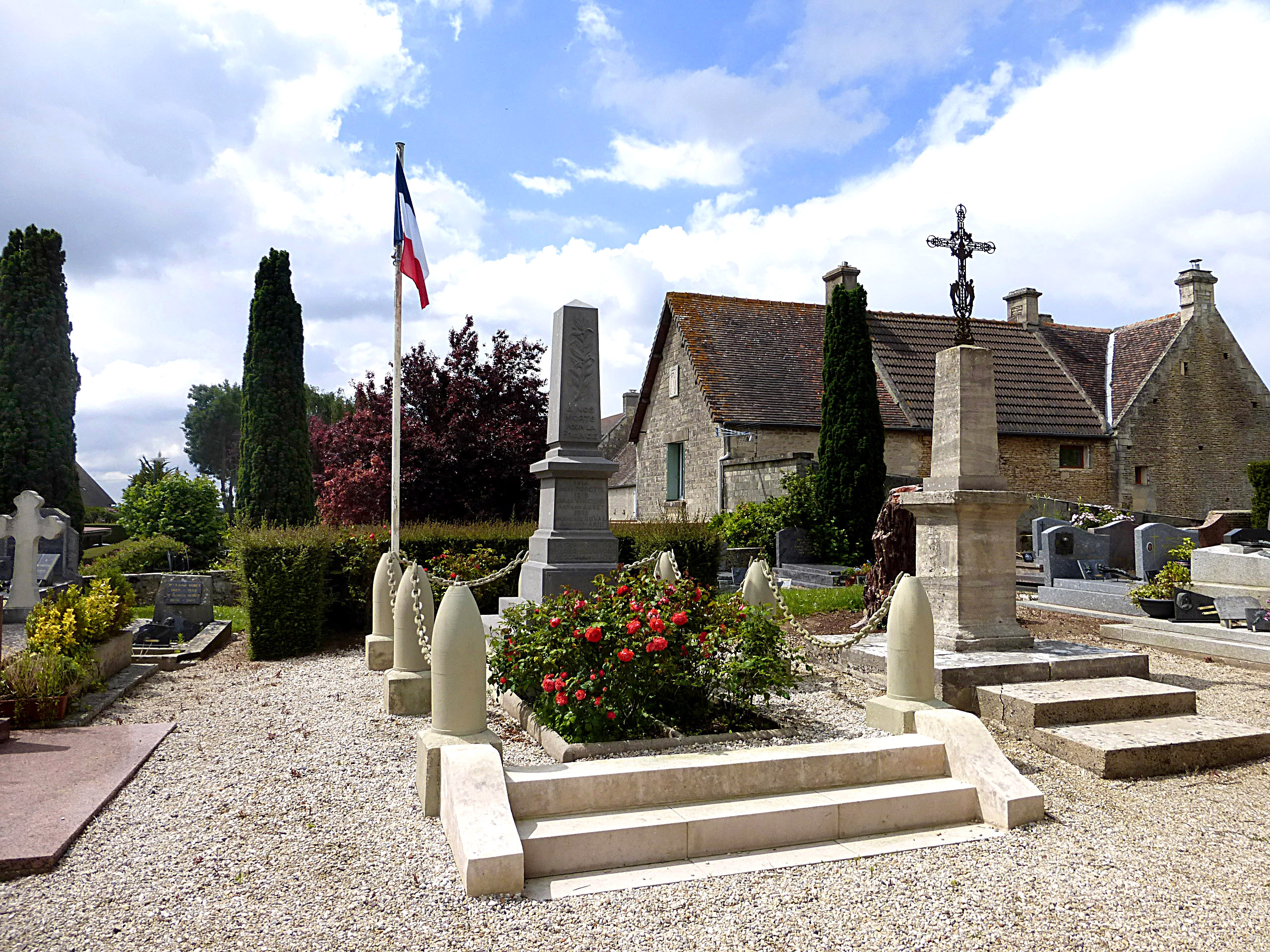
Le monument aux morts.